# Rudka (Brno-vidéki járás)
Rudka település Csehországban, a Brno-vidéki járásban. Rudka Domašov, Zbraslav, Zálesná Zhoř és Litostrov településekkel határos. Lakosainak száma 405 fő (2024. január 1.).

## Népesség
A település lakosságának változását az alábbi diagram mutatja:
| Lakosok száma | 461  | 474  | 464  | 441  | 381  | 374  | 366  | 396  | 401  | 405  |
|               | 1869 | 1900 | 1921 | 1961 | 1980 | 2011 | 2016 | 2019 | 2021 | 2024 |